# Gintra–Strektė–Universitetas
Gintra–Strektė–Universitetas ist ein litauischer Hockeyverein (Feld und Halle) für Frauen aus Šiauliai. Das Team entstand 1992.
Der Chefcoach ist Vaidotas Vaičeliūnas.

## Litauische Meisterschaft
- 1992: „Vaivorykštė-Gintra“, 3. Platz
- 1993: „Vaivorykštė-Gintra“, 3. Platz
- 1994: „Vaivorykštė-Gintra“, 2. Platz
- 1995: „Vaivorykštė-Gintra“, 3. Platz
- 1996: „Vaivorykštė-Gintra“, 2. Platz
- 1997: „Vaivorykštė-Gintra“, 2. Platz
- 1998: „Vaivorykštė-Gintra“, 2. Platz
- 1999: „Vaivorykštė-Gintra“, 2. Platz
- 2000: „Gintra-Universitetas“, 1. Platz
- 2001: „Gintra-Universitetas“, 1. Platz
- 2002: „Gintra-Universitetas“, 1. Platz
- 2003: „Gintra-Universitetas“, 1. Platz
- 2004: „Gintra-Universitetas“, 1. Platz
- 2005: „Gintra-Strektė-Universitetas“, 1. Platz
- 2006: „Gintra-Strektė-Universitetas“, 1. Platz
- 2007: „Gintra-Strektė-Universitetas“, 1. Platz
- 2008: „Gintra-Strektė-Universitetas“, 1. Platz

## Quelle
1. ↑  Šiaulių "Gintra-Strekte-Universitetas" čempionės! (2009)